# École de médecine et de chirurgie de Bordeaux
L'École de médecine et de chirurgie de Bordeaux est située 42, rue Lalande, à Bordeaux, en France.

## Protection
Ce bâtiment fait l'objet d’un classement au titre des monuments historiques depuis le 13 septembre 1990.